# Claudia Lawrence
Claudia Lawrence, pseudonimo di Claudia Fernstrom (Verona, 3 giugno 1925), è un'attrice e ballerina italiana.

## Biografia
Di madre svedese naturalizzata americana e padre austriaco, Claudia Lawrence nasce a Verona nel 1925. Attrice versatile, ha studiato danza classica in diverse città: a Firenze con Kyra Nijinski, a Parigi con Nora Kiss e a Stoccolma con Lilian Carina. Studia danza moderna, di carattere ed eukinetica con Mady Obolensky. Terminata la seconda guerra mondiale, dopo alcune esibizioni nel varietà e nell'avanspettacolo, entra a far parte come solista della compagnia di balletto classico estone Beck Ballet in tournée in Svizzera, Argentina e Cile. Finita la tournée, torna in Svezia, a Stoccolma, firmando un contratto con il Cullberg Ballet diretto da Birgit Cullberg. Lascerà la compagnia per raggiungere il Maggio Musicale Fiorentino in veste di Prima Ballerina per l'opera Aida.
Dopo un periodo di studio e lavoro come ballerina a Parigi, tra le altre con la compagnia di Roland Petit, nel 1953 è prima ballerina nel film-rivista Tarantella napoletana diretto da Camillo Mastrocinque. Per questo ruolo riceve nello stesso anno il premio "Maschera d'argento" per la danza. Sempre all'inizio degli anni cinquanta lavora con Alessandro Fersen ai Nottambuli di Roma. Approda poi in TV come prima ballerina, col varietà televisivo Un due tre con Raimondo Vianello e Ugo Tognazzi, e con Norman Thomson. Firma coreografie per il Piccolo Teatro di Genova e dal 1959 al 1960 sarà protagonista al fianco di Paolo Poli a La Borsa di Arlecchino di Genova sotto la guida di Aldo Trionfo. Dal 1960 seguirà Poli nella sua omonima compagnia come attrice, ballerina e coreografa.

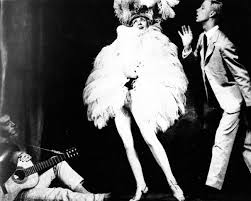
Claudia Lawrence e Paolo Poli in Antiche arie e danze diretti da Aldo Trionfo

Nel 1971 è al Piccolo Teatro di Milano ne Il giardino dei ciliegi di Anton Čechov nell'allestimento di Giorgio Strehler. Nel 1977 torna a lavorare con Aldo Trionfo e Tonino Conte al  compagnia del Teatro della Tosse di Genova. Nel 1996 è in scena al Piccolo Teatro (Milano), con L'anima buona del Sezuan diretta da Giorgio Strehler. Degna di nota è la collaborazione con Emanuele Luzzati, così come con Filippo Crivelli, Gianfranco De Bosio e al fianco di Carla Fracci in Scuola di ballo per la regia di Beppe Menegatti. Nel 1988 riceve il premio "Maschera di Sipario" per il Teatro e nel 1994 il premio "Mario Scaccia" come attrice non protagonista per la stagione teatrale 1994.
Nel 1996 debutta al Teatro Miranda, un teatro dell'Off-Broadway, con Stasera Arsenico di Carlo Terron, al fianco di Marino Campanaro, recitato in lingua inglese con la regia di Mario Mattia Giorgetti. Lo spettacolo fa parte del Primo Festival del Teatro italiano a New York. È la prima volta che New York ospita una manifestazione dedicata alla drammaturgia italiana; lo spettacolo proseguirà le sue repliche a Washington al Playhouse Theatre e nel 1997 al Piccolo Teatro (Milano). La Lawrence è inoltre protagonista del monologo-spettacolo Un po' donna e un po' clown sempre per la regia di Giorgetti, una summa dei cavalli di battaglia della Lawrence. Nel 1997 collabora anche con il figlio Mattia Sebastiano Giorgetti, regista, per lo spettacolo "Boxando -Boxando" di Angelo Lamberti e con "Sogno di una nozze di mezza estate" di Shakespeare nel ruolo di Titania.
Dal 2009 al 2017 ha fatto parte della compagnia del Teatro Arsenale di Milano con le regie di Marina Spreafico e Kuniaki Ida. Dal 2017 collabora con Marco Beljulji per la Compagnia Brahma Teatro, creando il duo ClaMar Duet, riproponendo quindi, una rielaborazione dei numeri poetico-musicali, genere divertissement, tipici della Borsa di Arlecchino e del grande Poli, come coppia nonna-nipote "in arte". Il primo spettacolo con il quale debuttano è Grandma World Tour, dedicato al variegato percorso artistico di Claudia. 
Parla cinque lingue: italiano, inglese, svedese, francese e tedesco. Ha recitato sia in televisione che al cinema, in varie produzioni e sit-com come Camera Café e i Fratelli Benvenuti. È apparsa anche in numerosi spot pubblicitari. Ha preso parte alla miniserie TV horror Voci notturne nel ruolo di Elena Valover. Nel 2020 partecipa alla decima edizione di Italia's Got Talent dove, dopo una performance di ballo e canto, riesce ad arrivare in finale grazie al Golden Buzzer del giudice Frank Matano. Si classifica al terzo posto al termine della competizione.

## Filmografia parziale

### Cinema
- Tarantella napoletana, regia di Camillo Mastrocinque (1953)
- Sotto il ristorante cinese, regia di Bruno Bozzetto (1987)
- Tricicles, regia di Lucio Pellegrini (1994)
- Dellamorte Dellamore, regia di Michele Soavi (1994)
- Tutti gli uomini del deficiente, regia di Paolo Costella (1999)
- Ti spiace se bacio mamma?, regia di Alessandro Benvenuti (2003)
- Sapore di te, regia di Carlo Vanzina (2014)

### Televisione
- La filibusta, regia di Beppe Recchia – miniserie TV (1969)
- Saturnino Farandola, regia di Raffaele Meloni – miniserie TV (1977)
- Adua, regia di Dante Guardamagna – miniserie TV (1981)
- Don Tonino – serie TV, 6 episodi (1988)
- Arriva Cristina – serie TV, episodio 1x22 (1988)
- Il colore della vittoria, regia di Vittorio De Sisti – miniserie TV (1990)
- Oliver & Digit (1991)
- Voci notturne, regia di Fabrizio Laurenti – miniserie TV (1995)
- La famiglia Ricordi, regia di Mauro Bolognini – miniserie TV (1995)
- Occhio di falco – serie TV (1996)
- Anni '50, regia di Carlo Vanzina – miniserie TV (1998)
- La dottoressa Giò – serie TV, 5 episodi (1998)
- Ugo – serie TV (2002-2003)
- Don Luca – serie TV, episodio 2x13 (2003)
- Camera Café – serie TV, episodio 1x427 (2003-2004)
- Fratelli Benvenuti – serie TV, episodio 1x01 (2010)

## Programmi televisivi
- Un due tre (Programma Nazionale, 1954-1959) - prima ballerina
- L'albero azzurro (Rai 2, 1990-1991) - doppiatrice
- Guess my age (TV8, 2017) - concorrente
- Italia's Got Talent (TV8, Sky Uno, 2020) - concorrente[1][2][3]

## Prosa televisiva Rai
- La zitella, regia di Flaminio Bollini, trasmesso il 18 giugno 1965.
- Il giardino dei ciliegi, di Anton Čechov, regia di Giorgio Strehler, trasmesso il 24 e 25 marzo 1978.

## Pubblicità
- Renault Twingo (1994)
- Stannah (2014)